# تیتان آندشون
تیتان آندشون (سوئدی: Tintin Anderzon؛ زادهٔ ۲۹ آوریل ۱۹۶۴) هنرپیشه اهل سوئد است.
از فیلم‌هایی که وی در آن نقش داشته‌است، می‌توان به ماریان و تابو اشاره کرد.